# デイナ・フォックス
デイナ・フォックス（Dana Fox, 1976年9月18日 - ）は、アメリカ合衆国の脚本家である。彼女は、映画『The Wedding Date』（2005年）、『ベガスの恋に勝つルール』（2008年）、『ウィキッド ふたりの魔女』（2024年）、テレビシリーズ『Ben & Kate』（2012-13年）の脚本を執筆したことで知られる。

## キャリア
フォックスは1998年にスタンフォード大学で英語と美術史の学位を取得し、その後は南カリフォルニア大学（USC）に進学し、映画芸術学部のピーター・スターク・プロデュース・プログラムに参加して2000年に卒業した。彼女は当初は映画プロデューサーを志望していたが、USC時代に30ページの脚本を書くという課題を与えられた際にその楽しさに気づき、脚本家を目指すことを決めた。彼女はテレビシリーズ『ヤング・スーパーマン』を製作していた脚本家のアルフレッド・ガフとマイルズ・ミラーのアシスタントとなり、その後は脚本家・監督のジョン・オーガストのもとで働いた。
フォックスは既に実績のあった脚本家のジェシカ・ベンディンガーが安値で脚本執筆をしてくれる無名の作家を探していた際に、ガフとミラーのエージェントから紹介された。フォックスはまだサンプル脚本を書いていない段階であったが、ベンディンガーは物語のアイデアに感銘を受けて執筆を依頼した。製作された映画『The Wedding Date』は批評家から酷評されたが、興行的には成功した。『The Wedding Date』の公開後、彼女は3つの脚本プロジェクトに関わった。次に彼女が手がけた脚本は『ベガスの恋に勝つルール』であり、この第一稿は20世紀フォックスにより6桁台後半の額で購入され、キャメロン・ディアスとアシュトン・カッチャーが出演した。『ベガスの恋に勝つルール』が売れた後、フォックスは『幸せになるための27のドレス』（2008年）と『ナイト&デイ』（2010年）の脚本を書き直し、『バラエティ』誌より2007年の「注目すべき10人の脚本家」の1人に選ばれた。
2012年、フォックスは自信の兄をおおまかに基にした30分のコメディをフォックスで企画した。この番組『Ben & Kate』は2012年9月25日に放送が始まった。
フォックスは作家仲間のディアブロ・コーディ（『JUNO/ジュノ』）、ローリーン・スカファリア（『キミに逢えたら!』）、エリザベス・メリウェザー（『抱きたいカンケイ』）と親交があり、彼女たちは「フェンパイア」（"Fempire"）と呼ばれる脚本グループで協力し合っている。2012年にフォックスと「フェンパイア」はアシーナ映画祭のクリエイティビティ&シスターフッド賞を受賞した。

## 私生活
フォックスは、ニューヨーク州ブライトンで生まれ、カリフォルニア州ロサンゼルスに住んでいる。フォックスは2010年10月23日にバージニア州ウィリアムズバーグのヒストリック・ジェームズタウンでクイン・エメットと結婚した。

## フィルモグラフィ

### 映画
| 年   | 日本語題 原題'                                 | クレジット                       |
| ---- | ---------------------------------------------- | -------------------------------- |
| 2005 | The Wedding Date                               | 脚本                             |
| 2008 | ベガスの恋に勝つルール What Happens in Vegas   | 脚本                             |
| 2009 | 南の島のリゾート式恋愛セラピー Couples Retreat | 脚本・アソシエイトプロデューサー |
| 2015 | キューティ・コップ Hot Pursuit                 | 脚本・製作                       |
| 2016 | ワタシが私を見つけるまで How to Be Single      | 脚本・製作                       |
| 2019 | ロマンティックじゃない? Isn't It Romantic      | 脚本                             |
| 2021 | クルエラ Cruella                               | 脚本                             |
| 2022 | ザ・ロストシティ The Lost City                 | 脚本・製作総指揮                 |
| 2024 | ウィキッド ふたりの魔女 Wicked                 | 脚本・製作総指揮                 |
| 2025 | Wicked Part Two                                | 脚本・製作総指揮                 |

### テレビシリーズ
| 年        | 日本語題 原題'                      | クレジット | 備考                                    |
| --------- | ----------------------------------- | ---------- | --------------------------------------- |
| 2010      | Children's Hospital                 | 脚本       | 第2シーズン第10話「Show Me on Montana」 |
| 2012-2013 | Ben & Kate Ben and Kate             | 企画       | 計16話クレジット                        |
| 2012-2013 | Ben & Kate Ben and Kate             | 脚本       | 計3話クレジット                         |
| 2012-2013 | Ben & Kate Ben and Kate             | 製作総指揮 | 計13話クレジット                        |
| 2020-2021 | レポーター・ガール Home Before Dark | 企画       | 計20話クレジット                        |
| 2020-2021 | レポーター・ガール Home Before Dark | 脚本       | 計4話クレジット                         |
| 2020-2021 | レポーター・ガール Home Before Dark | 製作総指揮 | 計20話クレジット                        |